# La Cathédrale (roman d'Oles Hontchar)
La Cathédrale (en ukrainien : Собор, Sobor), est un roman de la langue ukrainienne écrit par Oles Hontchar et publié en 1968 en RSS d'Ukraine.

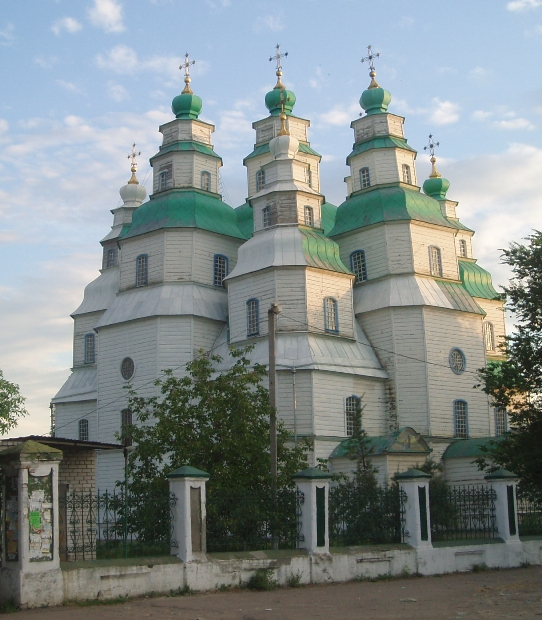
La cathédrale utilisée comme modèle.

## Thèmes
Bien que n'étant guère anti-soviétique, le roman est très mal reçu par le régime. Hontchar y aborde des sujets vus comme « délicats », voire malvenus dans la littérature soviétique de l'époque : 
- la situation écologique déplorable causée par de déchets industriels ;
- le carriérisme et l’arrivisme des fonctionnaires du système ;
- la guérilla anarchiste de Nestor Makhno, diabolisé par le Parti communiste ;
- la corruption dans des restaurants d’État (histoire d’un étudiant sans le sou qui se fait passer pour un inspecteur dans des cafétérias afin de récolter des pots-de-vin).

Mais le sujet principal, c'est le sort déplorable du patrimoine national ukrainien, notamment du patrimoine religieux. Par ce fait, l'écrivain touche deux aspects « à éviter » :
- l'identité ukrainienne (dont la mention même était vue comme « nationaliste »)
- les lieux de culte (les pratiques religieuses, officiellement tolérées, étaient strictement déconseillées et défavorisées par l'État, qui cherchait d'y limiter accès).

Certains sujets ne sont abordés qu’en cachette. Par exemple, Hontchar décrit un militaire russe installé en Ukraine qui cherche à apprendre la langue ukrainienne tout en regrettant en ne pas la maîtriser assez bien. Ainsi, il fait une allusion indirecte à l’insécurité linguistique des ukrainophones, qui voyaient leur langue reculer.
Le roman est donc à contrecourant du système en place. 
Le roman n'est pas interdit, mais sa publication et sa distribution furent limitées. Quant à l'auteur, il fut objet d'une compagne de dénigrement orchestrée par l'État.

## Sujet
Le sujet tourne autour d’une vieille cathédrale dans un village ukrainien. Bien que monument historique, le bâtiment est laissé à l'abandon et oublié par les autorités. On envisage même sa démolition, ce à quoi s’opposent la plupart de personnages du roman.
Les habitants du village, quoiqu'ils ne pratiquent plus la religion, se mobilisent pour protéger leur histoire. De l'autre côté, Volod'ka Loboda, un cadre d'État, qui cherche à démolir la cathédrale pour y construire un restaurent.
Le sujet, qui peut paraître simpliste, cache toutefois de nombreux sous-entendus et des références culturelles.

## Crédit d'auteurs
- Cet article est partiellement ou en totalité issu de l'article intitulé « Oles Hontchar » (voir la liste des auteurs).